# كأس البوسنة والهرسك 1996–97
كأس البوسنة والهرسك 1996–97 هو الموسم 3 من كأس البوسنة والهرسك. أشرف على تنظيمه اتحاد البوسنة والهرسك لكرة القدم، وفاز فيه نادي ساراييفو.